# Norbertinerinnenkirche (Krakau)

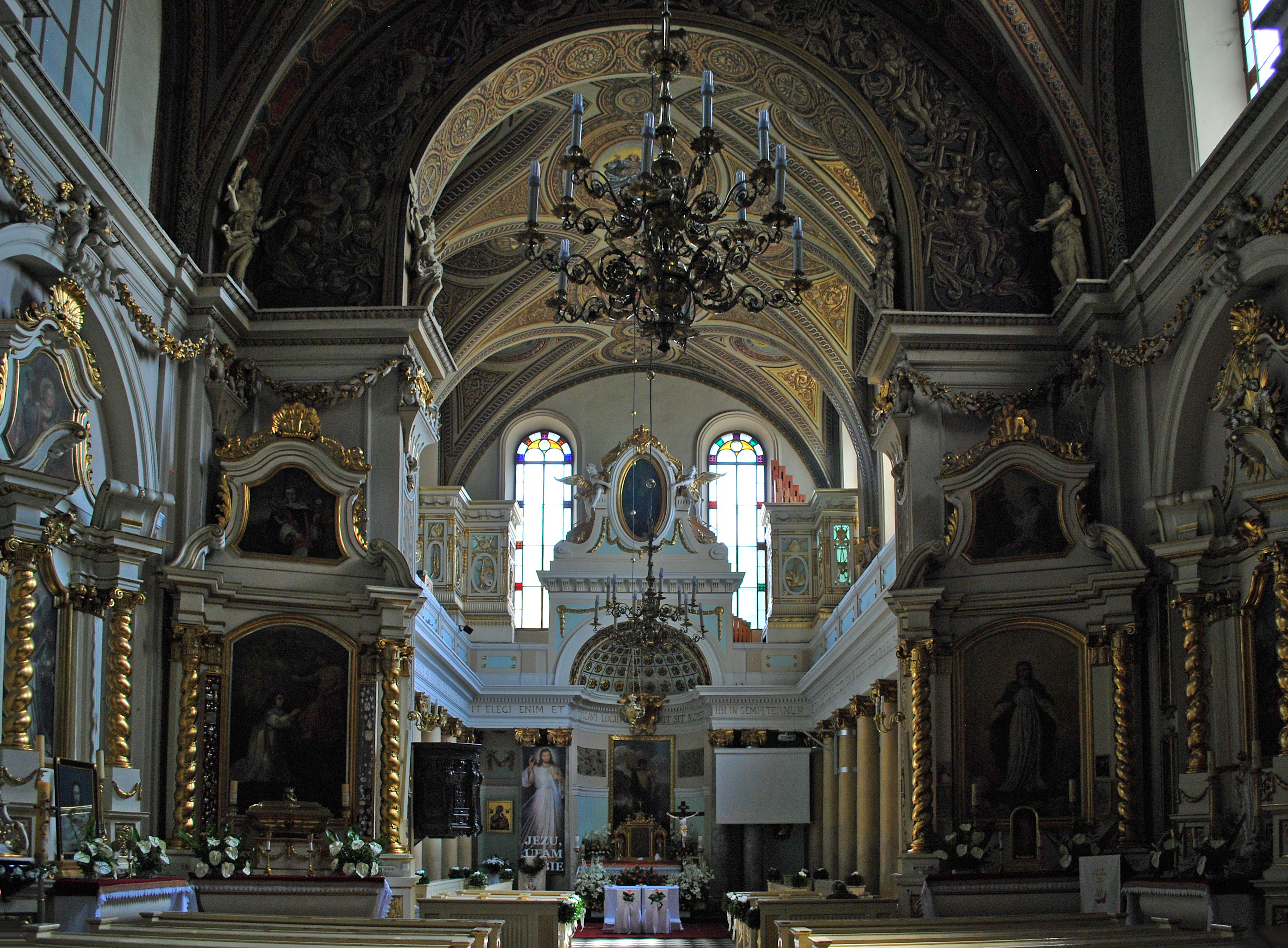
Innenraum

Die Norbertinerinnenkirche (polnisch Kościół Norbertanek) oder Augustinus-und-Johannes-der-Täufer-Kirche (poln. Kościół św. Augustyna i św. Jana Chrzciciela) in Krakau ist eine katholische Kirche an der ul. Tadeusza Kościuszki 88 im Stadtteil Zwierzyniec (Tiergarten) westlich des Burgbergs Wawel. Sie ist die Klosterkirche des Norbertinerinnenklosters (Prämonstratenser-Frauenklosters) in Krakau (in Polen werden die Prämonstratenser „Norbertiner“ genannt).

## Geschichte
Das Kloster und die Kirche wurden um die Mitte des 12. Jahrhunderts von dem Ritter Jaksa Gryfita nach seiner Rückkehr vom Kreuzzug ins Heilige Land gestiftet. Kloster und Kirche wurden bei dem Mongolensturm 1241 schwer beschädigt. Der Wiederaufbau erfolgte in den Jahren von 1255 bis 1259. Kirche und Kloster wurden jedoch bei den nächsten Angriffen der Tataren in den Jahren 1260 und 1287 erneut stark beschädigt. Hiermit verbunden ist die Tradition des Lajkoniks. Erneut wurde die Kirche bei der Belagerung Krakaus durch die Maximilian III. Habsburg im Jahr 1587 beschädigt.
Von 1596 bis 1626 wurde sie von Giovanni Battista Trevano und Giovanni Petrini barockisiert. Władysław Łuszczkiewicz schuf das Gemälde Johannes des Täufers, des zweiten Patrons der Kirche.